# 讓·克林
讓·克林（法語：Jean Kling，1928年6月16日—2003年10月31日），出生於法國大東部大區下萊茵省的史特拉斯堡，是一位已故的法國猶太教的拉比。

## 生平
他在第二次世界大戰之後，到索邦神學院法律系，接著又前往法國猶太神學院接受完整的拉比訓練，原先就讀法律系是想要成為一位律師，然而在神學院接受信仰的洗禮之後，他決定成為一位拉比。
1949年被派任為聖莫代福塞的拉比，1955年法國首席拉比雅各布·卡普蘭派任他前往里昂擔任拉比，接著1974年至1993年期間，他擔任尼斯的拉比，1993年退休之後他移民以色列定居告終。